# پلن بی
پلن بی (انگلیسی: Plan B؛ زادهٔ ۲۲ اکتبر ۱۹۸۳) موسیقی‌دان، خواننده و بازیگر اهل انگلستان است. وی از سال ۲۰۰۵ میلادی تا کنون مشغول فعالیت بوده‌است.
از فیلم‌ها یا برنامه‌های تلویزیونی که وی در آن نقش داشته‌است، می‌توان به هری براون و بزرگسالی اشاره کرد.